# Хилл, Линн
Кэролинн Мэри («Линн») Хилл (англ. Carolynn Marie "Lynn" Hill; родилась 3 января 1961 года, Детройт, США) — американская спортсменка, в конце 1980-х — начале 1990-х годов одна из лучших в мировом спортивном скалолазании. Стала первым человеком, кому удалось пройти свободным лазанием скальный мультипитчевый маршрут Нос на Эль-Капитан в долине Йосемити. Год спустя Линн Хилл прошла этот же маршрут менее чем за 24 часа, задав новый стандарт в скалолазании для последующих восходителей. По словам писателя и спортивного журналиста Джона Кракауэра, Хилл — одна из «лучших женщин-скалолазок в мире и одна из лучших клаймберов всех времен».
За свою спортивную карьеру Хилл более тридцати раз становилась обладательницей различных титулов международных соревнований, в том числе одержала пять побед на Rock Master — самом престижном турнире в мировом скалолазании. Она стала одной из первых женщин, достигших столь выдающихся успехов в этом, преимущественно мужском, виде спорта. Совершила несколько первовосхождений по новым маршрутам. Помимо скалолазания, Хилл в молодости также преуспела в гимнастике и беге, почти побила мировой рекорд пауэрлифтинга.
В 1992 году она перестала участвовать в спортивных состязаниях и вернулась к традиционному скалолазанию (на естественном рельефе), с которого когда-то начинала. Хилл стала широко известным популяризатором этого экстремального вида спорта, снялась в нескольких документальных фильмах и телевизионных шоу, написала автобиографическую книгу «Скалолазание — моя свобода. Моя жизнь в вертикальном мире» (опубликована на английском языке в 2002 году, на русском языке в 2012 году).
Живёт в Боулдере (штат Колорадо, США), воспитывает сына, имеет небольшой бизнес в сфере обучения скальной технике.

## Детство и юность
Линн Хилл родилась в Детройте, штат Мичиган, выросла в городе Фуллертон, Калифорния. В семье была пятым из семи детей. Её мать была врачом-гигиенистом, отец — инженером в области аэрокосмонавтики Она росла очень подвижным и активным ребёнком и уже с детства старалась взобраться на всё, что могла: от деревьев до уличных фонарей. С восьми лет Хилл начала заниматься гимнастикой, была принята в команду Юношеской христианской ассоциации (YMCA), которая успешно участвовала в соревнованиях в Южной Калифорнии и выступала в перерывах матчей бейсбольного клуба «Лос-Анджелес Энджелс из Анахайма». Но в спортивной гимнастике Линн Хилл не понравилось то, что «приходилось улыбаться и делать жеманные движения на полу́»,. поэтому в 12 лет она прекратила заниматься этим видом спорта. Как она сама отметила в своей автобиографии, в этом возрасте она ощутила стремление всячески «сопротивляться правилам», которое считала вполне нормальным и для своего возраста, и для той эпохи, на которую пришлись её подростковые годы; именно в то время она «стала лучше разбираться в таких вопросах, как права женщин и борьба за расовую свободу». Она даже поставила под сомнение принятое в её семье распределение обязанностей, согласно которому мальчикам давались еженедельные задания, а девочкам — ежедневные; Хилл воспринимала это как дискриминацию по половому признаку.
В старших классах средней школы Хилл вернулась в спортивную гимнастику и стала одной из лучших гимнасток в своей категории. Приобретённые в этом виде спорта навыки и стремление к преодолению трудностей помогли ей потом и в избранном ею виде спорта.

## Скалолазание
Впервые в долине Йосемити — наиболее популярном месте среди скалолазов США — Линн Хилл побывала в 1974 году в возрасте 13 лет, приехав туда вместе с родителями. Свой первый опыт скалолазания в этом горном районе она получила в следующем, 1975 году, когда отправилась в поход вместе со своей сестрой Кэти (Kathy) и женихом сестры Чаком Бладвортом (англ. Chuck Bludworth). Хилл быстро освоилась на скалах, и скалолазание понравилось ей намного больше, чем спортивная гимнастика. Оно же стало для Хилл спасением от переживаний, связанных с разводом родителей, а друзья-скалолазы отчасти заменили ей распавшуюся родную семью. Чак Бладворт обучал Хилл основам альпинизма, давал ей журналы и книги, которые Хилл с большим интересом читала одну за другой. Большое влияние на неё оказала, в частности, книга по альпинистской этике Ивона Шуинара, в которой автор призывал бережно относиться к окружающей среде и совершать восхождения в чистом стиле.
В Лагере IV (палаточном лагере скалолазов в долине Йосемити) Линн Хилл получила посвящение в альпинисты, там же она встретила Чарли Роу (англ. Charlie Row) — своего первого парня. Чарли и Линн вместе прошли маршрут категории сложности 5.11 по шкале YDRS и свой первый Big Wall.
Затем Хилл занималась альпинизмом и скалолазанием в Южной Калифорнии, в основном в национальном парке Джошуа-Три. Она зарабатывала деньги для однодневных поездок в парк, работая в ресторане быстрого обслуживания сети ресторанов «Carl’s Jr.».
Другим авторитетом и примером для подражания для юной Хилл стала американская скалолазка Беверли Джонсон; Хилл восхищалась её восхождениями, особенно десятидневным одиночным восхождением по маршруту Dihedral Wall (категория Big Wall) на Эль-Капитан. В своей автобиографии Хилл написала про Джонсон: «я была в восторге, не только от её мастерства и трудолюбия, которые она проявляла на восхождении, но также от её мужества и уверенности, с которыми она работала на маршруте, совершая нечто беспрецедентное — поднимаясь на одну из величайших в мире стен одним из самых сложных способов: в одиночку. Она достигла успеха и вселила в женщин-скалолазок вроде меня огромную уверенность, позволившую быть собой и не чувствовать себя ограниченной, оказавшись в меньшинстве в этом преимущественно мужском виде спорта».
Беверли Джонсон также стала одной из тех, кто в Лагере IV заявила о состоятельности женщин в этом виде спорта, но и после неё этот альпинистский лагерь оставался преимущественно мужским и достаточно гомосоциальным сообществом. Исследователь Джозеф Тейлор (англ. Joseph Taylor), занимавшийся историей Лагеря IV в Йосемити, называл царившие в нём отношения «резкими» (англ. edgy), но не «давящими» (oppressive), и утверждал, что в этом альплагере присутствовало определённое давление на женщин с целью заставить их соответствовать мужским стандартам и что там «женщинам пришлось бороться с целой армией мужчин, пытающихся сохранить Лагерь IV как вотчину парней». Устоявшегося женского скалолазного сообщества там не существует; напротив, скалолазки склонны перенимать мужские ценности и отношения у своих соотечественников.
Хилл в своей книге пишет, что восхождениями «тогда руководило братство мужчин, не особо одобряющих участие в них женщин, а откровенно говоря — не склонных брать их с собой. И всё же женщины-скалолазки там были». В возрасте с 18 до 22 лет она каждые выходные ходила в паре с одной из них — Мэри Джинджери; девушки совершили восхождение на Эль-Капитан по маршруту Нос, а затем первое чисто женское восхождение по маршруту The Shield (Щит), продолжавшееся шесть дней.
Кроме гендерной дискриминации, в поведении скалолазов обоего пола, обитавших в Лагере IV, Линн Хилл не нравилось то, что они «напоминали потрёпанную оккупационную армию, вели себя, как цыгане, злоупотребляли гостеприимством и уклонялись от уплаты кемпинговых сборов, чем раздражали рейнджеров парка». По её словам, в конце 1970-х и начале 1980-х годов альпинизмом и скалолазанием занимались в основном люди, которые не были конформистами и оказались изгоями общества. Большинство из них едва сводили концы с концами, зарабатывая только на еду и на походы — как и сама Хилл в те годы: она пишет, как однажды умудрилась прожить на 75 долларов целое лето в Лагере IV, питаясь приправами и оставляемой туристами едой, как собирала и сдавала жестяные банки, чтобы купить альпинистские верёвки. Тем не менее, Хилл вспоминает «эти нищенские дни … [как] одни из лучших и самых беззаботных в моей жизни, и хотя мои друзья часто оказывались негодяями, я верила в их дружбу».

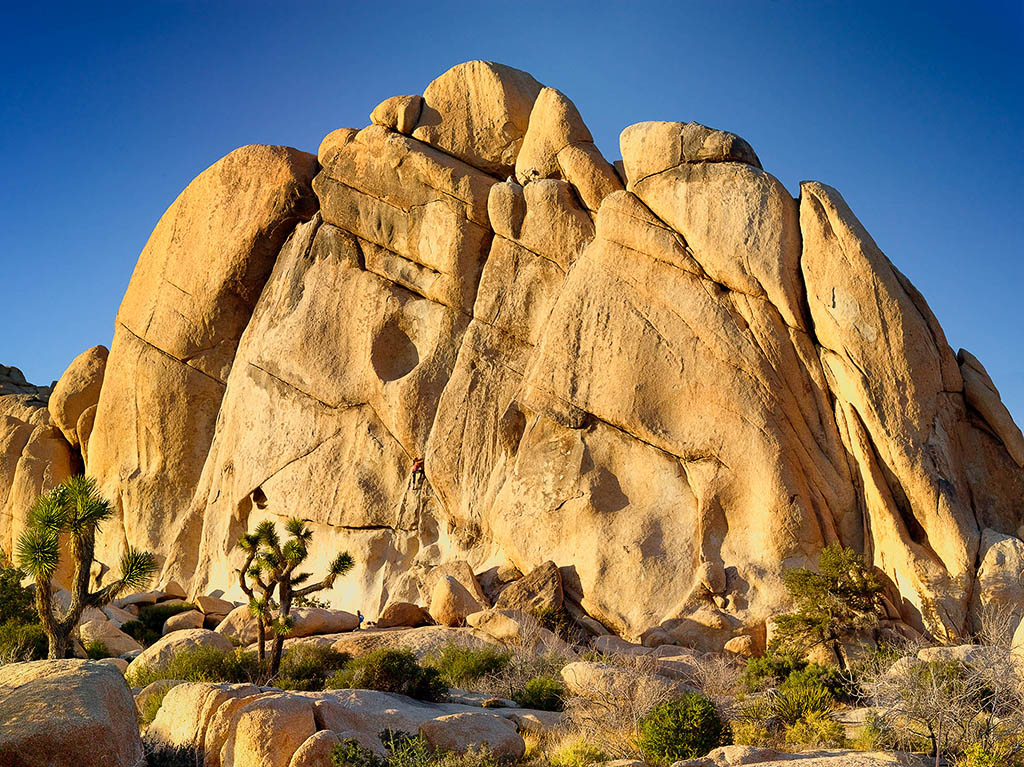
Национальный парк Джошуа-три, где Линн Хилл в юности занималась скалолазанием.

В конце 1970-х Хилл училась в Колледже Фуллертона, но ни один из учебных предметов не вызвал у неё особого интереса; её увлекали только восхождения. Скалолазанию она училась не в учебном заведении, а в команде Stonemasters, одним из лидеров которой был Джон Лонг, вскоре ставший партнёром, а затем и мужем Хилл. Их близкие отношения начались летом 1978 года, после того, как Хилл услышала стихотворение Лонга про альпинистку и мужчину, которого она ждёт. Хилл и Лонг вместе совершали восхождения, вместе работали, а также занимались бегом и тяжёлой атлетикой. Лонг подал Хилл идею побить мировой рекорд в жиме лёжа в её весовой категории 48 кг, и Хилл почти сделала это: на тренировке она легко поднимала вес в 68 кг, но почему-то не смогла это сделать на соревновании
Хилл «прониклась» свойственным для традиционного скалолазания отношением к скалам и стилю лазания с минимальным использованием на маршруте стационарных точек страховки типа шлямбуров и максимально возможным использованием съёмного альпинистского снаряжения, не повреждающего скалы. Хилл больше всего нравились скалолазы, способные пройти новый для них маршрут с первой попытки и без остановок («онсайт» (англ. on-site)). Она также стала сторонницей свободного лазания — стиля и техники восхождения, при котором весь маршрут проходится без использования искусственных точек страховки или опоры (ИТО). Поначалу Линн Хилл была склонна к чрезмерному риску, но после «нескольких смертельно опасных случаев на маршрутах, повлёкших выход [скалолазов] из строя на длительное время» она стала более осторожной.
В 1976—1978, и в начале 1980-х годов, Хилл часто приезжала летом в долину Йосемити, стала «своей» в местном скалолазном сообществе, а потом даже вступила волонтёром в горноспасательную службу США.
Своё первое выдающееся восхождение Линн совершила ещё до того, как начала участвовать в соревнованиях по скалолазанию. В 1979 году она первой прошла свободным лазанием маршрут Ophir Broke II сложностью 5.12d в Колорадо (в связке с Лонгом). Это был самый сложный скалолазный маршрут, пройденный женщиной.. Помимо этого, это был самый сложный щелевой маршрут в Колорадо, а в Йосемити были только один или два маршрута большей трудности. Способности Хилл в этом виде спорта поразили даже её партнёра по восхождению; Джон Лонг заявил: «вот тогда-то я точно узнал о том, каким необычайным талантом обладает эта женщина». Однако это достижение связки региональный путеводитель приписывает одному Лонгу и не упоминает Хилл; причину этого Хилл видит в том, что тогда она была никому не известным скалолазом, а если её и знали, то только как партнёра и протеже Лонга.
В «Моей жизни в вертикальном мире» Хилл пояснила, что в том восхождении были важны не только рост и физическая сила, но и творческий подход:

Для меня стало важным уроком … то, что несмотря на мой маленький рост и связанные с этим ограничения, я смогла найти свой собственный стиль прохождения трудного участка скалы. Джон, с его размерами и силой, мог доставать дальше и делать такие передвижения-броски, которые оставались полностью за пределами моих возможностей. Но я, с другой стороны, часто находила маленькие промежуточные опоры, за которые Джон не мог даже мечтать зацепиться. Высокий ты или невысокий, мужчина ты или женщина — скала является той объективной средой, которая равно открыта для интерпретации всеми.
Оригинальный текст (англ.)The big lesson for me ... was to realize that despite what appeared to be a limitation due to my small stature, I could create my own method of getting past a difficult section of rock. John's size and power enabled him to make long reaches and explosive lunge moves that were completely out of my range. I, on the other hand, often found small intermediate holds that John couldn't even imagine gripping ... Short or tall, man or woman, the rock is an objective medium that is equally open for interpretation by all.

Зиму 1981 года Хилл и Лонг провели в Лас-Вегасе, днём занимаясь скалолазанием, а ночью работая на разных «бесперспективных работах», например, разносчиками пиццы. В следующем году Хилл и Лонг переехали из Лас-Вегаса в Санта-Монику (Калифорния), где Хилл училась в Колледже Санта-Моники на биологическом факультете. Там тренер по бегу обратил внимание на Линн и стал с ней заниматься, несмотря на отсутствие у неё к тому времени значительных результатов в этом виде спорта. Уже через несколько месяцев тренировок Хилл заняла третье место на соревновании в беге на 1500 метров и четвёртое место в беге на 3000 метров и помогла Колледжу Санта-Моники победить на чемпионате штата. Но при этом Хилл по-прежнему едва сводила концы с концами, работая то продавщицей в спортивно-туристическом магазине, то учителем физкультуры или участвуя в опасных съёмках для экстремальных телешоу.
В 1983 году Хилл дала интервью норвежскому спортивному журналу Ultrasport. Издание заинтересовалось её достижениями и предложило ей бесплатный перелёт до Нью-Йорка для интервью в популярном среди скалолазов районе Шванганк. Хилл настолько понравились эти горы, что она решила обосноваться неподалёку от них и поселилась в городке Нью-Пальц штата Нью-Йорк.

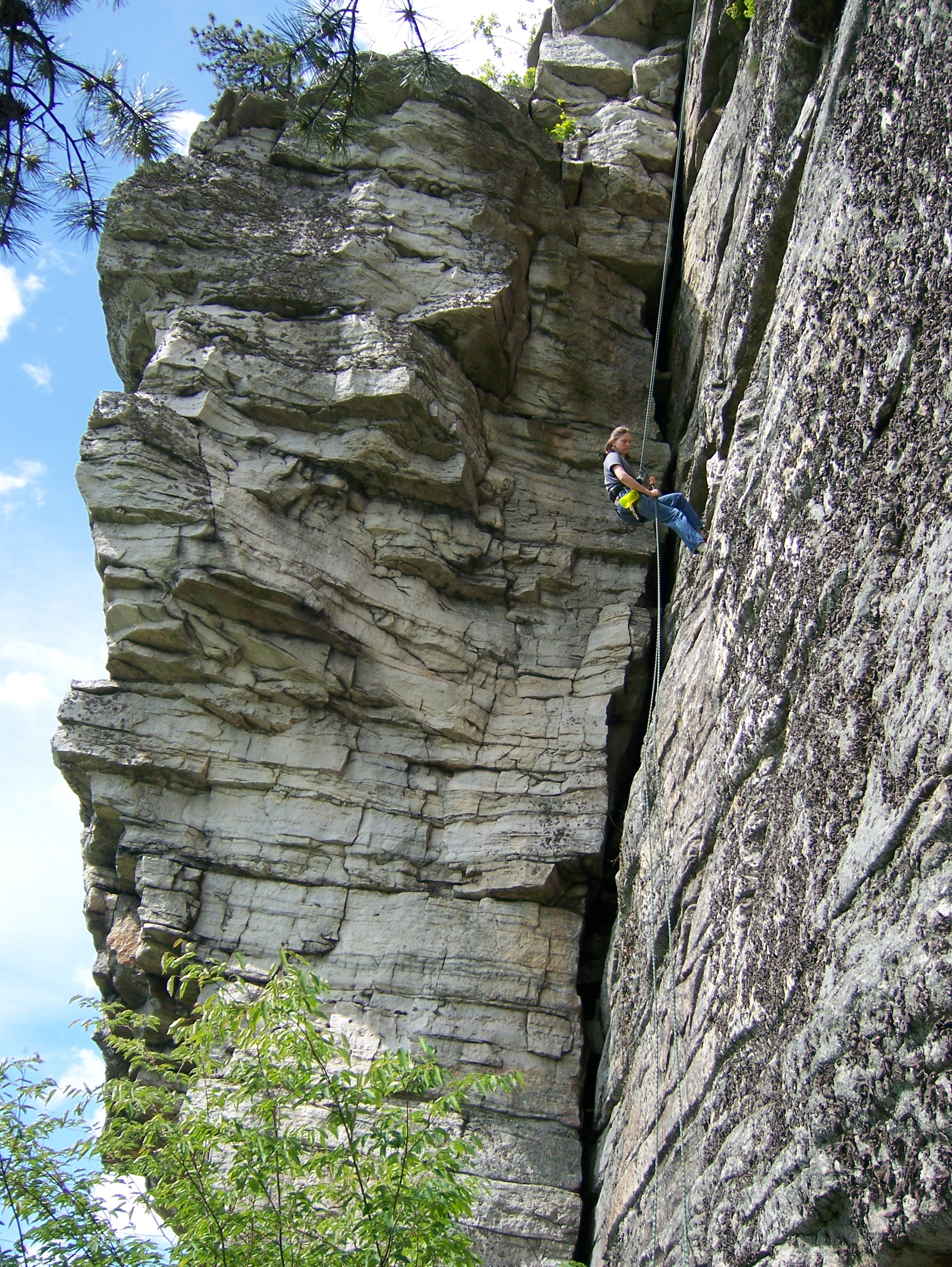
Хребет Шванганк, где Хилл получила всемирную известность (на фотографии изображена не она, а другая скалолазка)

Многие скалолазные маршруты Шванганка Хилл первой прошла свободным лазанием. Так, в 1984 году она стала первым человеком, которому удалось пройти онсайт маршруты Жёлтая трещина (англ. Yellow Crack) (категория сложности 5.12c) и Вандалы (Vandals) (категория 5.13a); последний был в то время самым сложным на Восточном побережье США. Линн лидировала при прохождении ключевого участка Жёлтой трещины, и её партнёр Русс Руффа (англ. Russ Ruffa) высоко оценил мастерство Хилл, заявив, что та была «одной из самых отважных ведущих, которых я когда-либо видел … Я пробовал быть лидером. Я знаю, что там нужно полностью сосредоточиться на правильности движений, иначе шансы выжить будут минимальными. Это были воистину выдающиеся моменты — когда ты видишь кого-то, действительно стоящего на грани».
Прохождение этого сложного и опасного маршрута побудило Хилл пересмотреть свой стиль скалолазания; она стала чаще использовать страховочную верёвку и уже не считала, что срыв является неудачей. Более того, повиснув на верёвке, можно лучше рассмотреть скалу и найти более удачные варианты прохождения маршрута. Она отметила в автобиографии: «В один момент я, в определённом смысле, отвергла ту философию восхождения, которой придерживалась годами… В том, чтобы висеть на верёвке, есть одно трудно заметное достоинство: это даёт мне дополнительную информацию, позволяющую мне лучше изучить — и, в итоге, успешно пройти маршрут. Прежний стиль восхождения вдруг показался мне косным, ограниченным и неестественным».
В том же году Хилл добилась ещё нескольких впечатляющих успехов. Она лидировала на маршруте «Радость Туриста» (англ. Tourist Treat), который прошла без предварительной подготовки с первой попытки (онсайт) всего с одним срывом в этом, «вероятно, самом сложном первопрохождении на севере страны в то время». Другой известный американский скалолаз Кевин Бейн (англ. Kevin Bein) назвал Хилл «лучшим скалолазом в Ганках», сказав, что «ни один человек не взбирался по скалам лучше», чем она.
В это же время Лонг готовился к путешествию на Калимантан и начинал карьеру писателя. Хилл и Лонг теперь находились вдали друг от друга, но оставались друзьями. После переезда в Нью-Йорк, Хилл поступила в Государственный университет Нью-Йорка в Нью-Пальце, и в 1985 году окончила его, получив степень по биологии.

### Значимые восхождения и прохождения

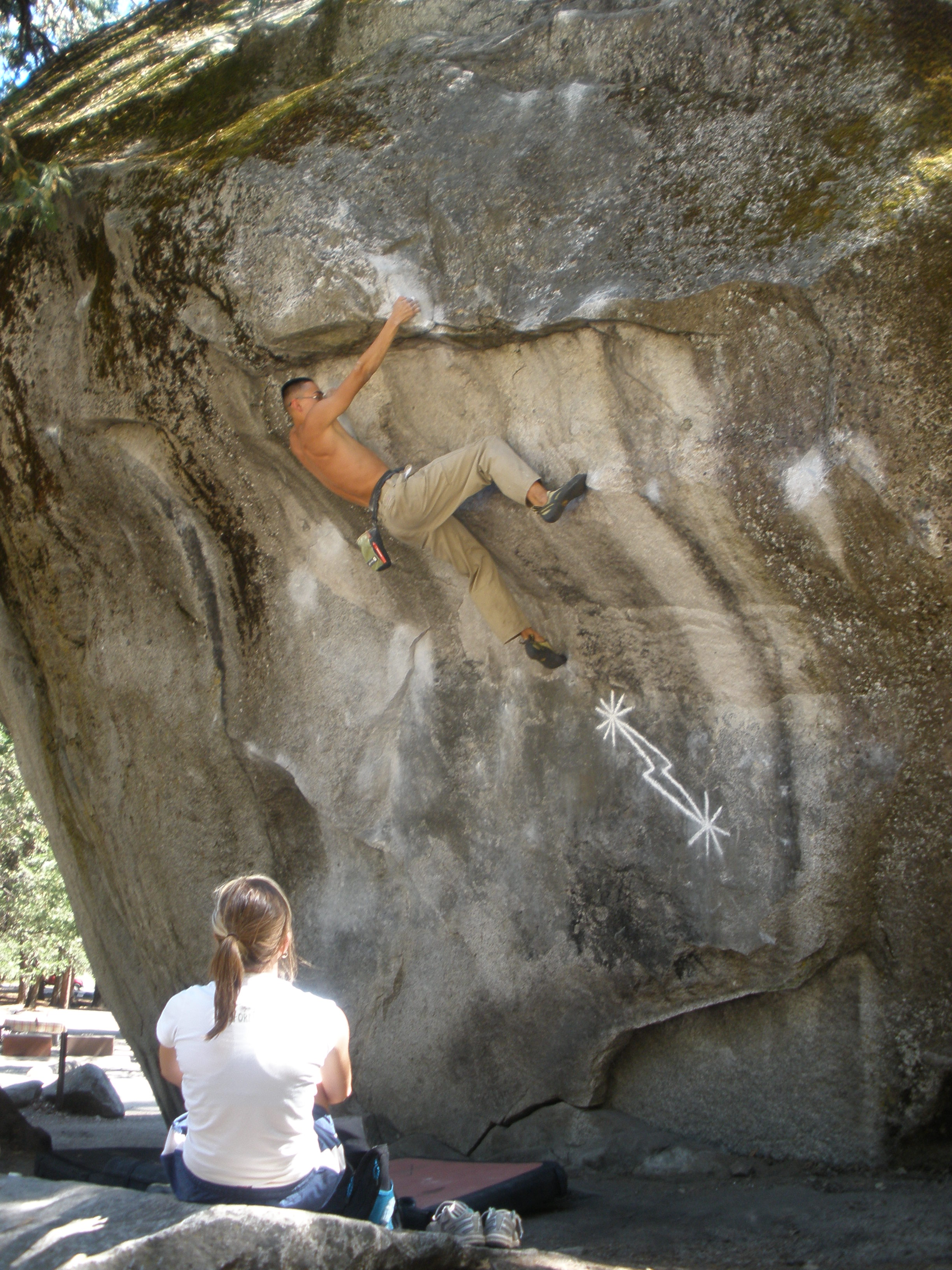
Йосемитский национальный парк, маршрут Midnight Lightning. Хилл была первой женщиной, прошедшей его (в 1998 году). На фото другие скалолазы.

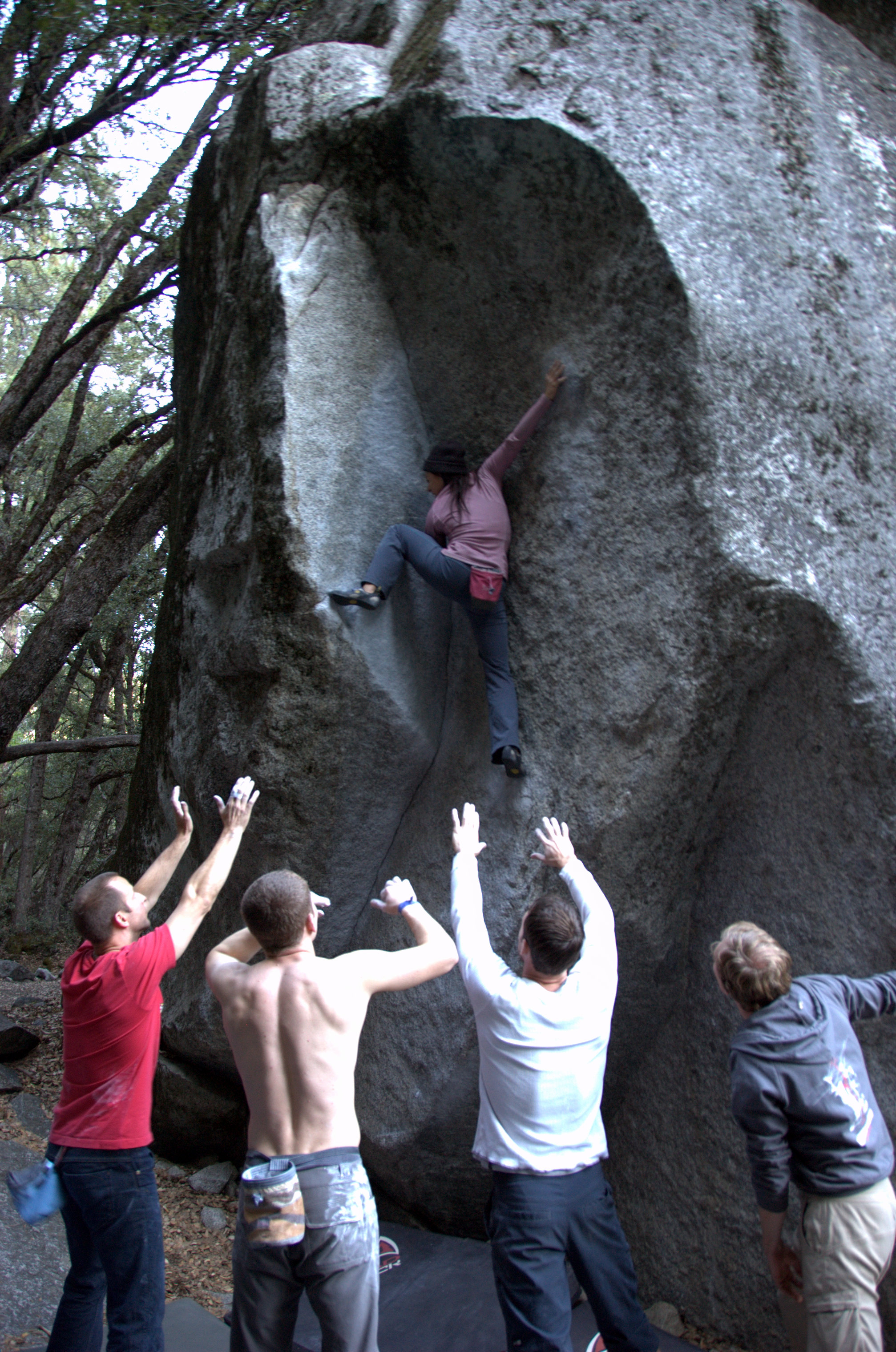
Йосемити, маршрут King Cobra.

- 1979, Ophir Broke II 5.12d 7с, Тельюрайд[англ.], Колорадо — Линн Хилл в паре с Джоном Лонгом, первое прохождение свободным лазанием и первое прохождение женщиной этой категории сложности[45].
- 1979, Pea Brain 5.12d, 7с, Перевал Независимости[англ.], Колорадо — то же самое[45].
- 1979, Stairway to Heaven III 5.12, Пик Таквиз[англ.], Калифорния. Линн Хилл, Джон Лонг и Тим Пауэлл (Tim Powell). Первое прохождение свободным лазанием[45].
- 1980, Coatamundi Whiteout II 5.12, Гранитная гора[англ.], Аризона. Линн Хилл, Джон Лонг и Кейт Каннинг (Keith Cunning). Первое прохождение свободным лазанием[45].
- 1981, Hidden Arch 5.12a, Джошуа-Три, Калифорния − первое прохождение свободным лазанием[45].
- 1981, Levitation 29 IV 5.11a, Ред-Рок-Каньон[англ.], Невада. Линн Хилл, Джон Лонг, Джордж Уриосте (Jorge Urioste) и Джоанна Уриосте (Joanne Urioste). Первое прохождение свободным лазанием[45].
- 1982, Blue Nubian 5.11, Джошуа-Три, Калифорния − Первое прохождение свободным лазанием[45].
- 1984, Yellow Crack 5.12R/X, Шванганк[англ.]. Первое прохождение свободным лазанием[45].
- 1984, Vandals, 5.13b // 8a, Шванганк − первое прохождение[9].
- 1984, Organic Iron 5.12c, Шванганк − первое прохождение[45].
- 1985, Organic Iron 5.12c, Шванганк. Линн Хилл и Русс Раффа. Первое прохождение свободным лазанием[45].
- 1987, Girls Just Want to Have Fun 5.12 X, Шванганк − первое прохождение свободным лазанием[45].
- 1988, The Greatest Show on Earth 5.12d, Нью-Ривер-Гордж[англ.] − первое прохождение свободным лазанием[45].
- 1989, Running Man 5.13d / 8b, Шванганк − первое прохождение свободным лазанием[45].
- 1990, Masse Critique 5.14 / 8b+, Эвенос, Франция − первая женщина, сделавшая редпоинт в категории сложности 5.14, и которая пролезла 8b+[45].
- 1992, Simon 5.13b / 8а, Франконская Швейцария, Германия − первое женское онсайт-восхождениеFirst female onsight of the grade[45].
- 1993, The Nose 5.14a/b / 8b+/с, Эль-Капитан (гора, Калифорния), Йосемитский национальный парк. Линн Хилл и Брук Сандал ( Brooke Sandahl). Первое прохождение свободным лазанием[45].
- 1994, Mingus V 5.13a / 7с+, 12 питчей, Вердонское ущелье[англ.], Франция — первое прохождение свободным лазанием, онсайт[45].
- 1994, The Nose 5.14a/b, 8b+/с, Эль-Капитан, Йосемитский национальный парк − первое прохождение свободным лазанием меньше, чем за 24 часа[45].
- 1995, Clodhopper Direct IV 5.10+, Центральная Пирамида, Кыргызстан. Линн Хилл и Грег Чайлд. Первовосхождение[45].
- 1995, Perestroika Crack V 5.12b, Пик Слесова, Кыргызстан. Линн Хилл и Грег Чайлд. Первое прохождение свободным лазанием[45].
- 1995, West Face V 5.12b, Пик 4810, Кыргызстан. Линн Хилл и Алекс Лоув. Первое прохождение свободным лазанием[45].
- 1997, Tete de Chou 5.13a, Тодха[англ.], Марокко. Первопрохождение[45].
- 1998, Midnight Lightning V8, Лагерь IV, Йосемитский национальный парк. Первое женское прохождение[45].
- 1998, King Cobra V8, Лагерь IV, Йосемитский национальный парк. Первое женское прохождение[45].
- 1998, To Bolt or Not to Be 5.14a / 8b+, Смит Рок[англ.], Орегон − первое женское прохождение[45].
- 1999, Scarface 5.14a / 8b+, Смит Рок, Орегон. Первое женское прохождение[45].
- 1999, Bravo les Filles VI 5.13d / 8b, A0, 13 питчей. Горы Андрингитра, Мадагаскар. Линн Хилл, Нэнси Фэгин (Nancy Feagin), Кэт Пик (Kath Pyke) и Бет Родден (Beth Rodden). Первопрохождение[45].
- 2004, Viva la Liberdad 5.12b, Долина Виньялес, Куба. Первопрохождение[45].
- 2004, Sprayathon 5.13c, Райфл[англ.], Колорадо — первое женское прохождение[45].
- 2005, West Face, Leaning Tower, V 5.13b/c / 8а/а+, Йосемитский национальный парк. Линн Хилл и Кэти Браун[англ.]. Первое женское прохождение[45][46].

## Соревнования
После выдающихся восхождений в Шванганке Хилл в 1986 году получила приглашение участвовать в состязаниях скалолазов в Европе. Тогда Французский альпийский клуб (с 2005 года он называется Французская федерация клубов альпинистов и горнолыжников) пригласил группу наиболее выдающихся американских скалолазов для участия в состязаниях в Вердонском ущелье, в Фонтенбло и Бюу. Скалолазание во Франции и французская культура заинтересовали Хилл. Особенно ей понравилось подниматься по распространённым во Франции известняковым породам, изобилующим выступами и нависаниями, на которых можно заниматься «совершенно акробатическим скалолазанием», причём с небольшим риском. К тому же такие известковые скалы оказались идеальными для низкорослых скалолазов вроде Хилл. Это стало первым опытом спортивного скалолазания для Хилл. Вскоре она снова приехала в Европу, чтобы принять участие в соревновании Sportroccia-1986 (в дальнейшем это соревнование стало ежегодным и получило название Rock Master).
Тогда это мероприятие состояло из двух этапов в Италии — первый проводился в Арко, второй в Бардонеккье. Хилл состязалась с другими скалолазками на экстремально сложных маршрутах, набирая очки за стиль и скорость восхождения, но в итоге по «спорному решению» [судей] уступила победу Катрин Дестивель. Соперницы по-разному оценили причины этого. Дестивель в автобиографии пояснила, что она задолго до начала соревнований планировала это восхождение и готовилась к нему, потому смогла взобраться быстрее, чем Хилл, и при равенстве других показателей скорость восхождения стала решающей. Дестивель была не уверена в том, знала ли Хилл, в какой момент надо стартовать. Хилл же заявила в интервью, что она не понимала языка, «формата», «судейства» и организаторов соревнования, потому была дезориентирована. «Там было много политики, национализма и неорганизованности, — также сказала она. — Правила, кажется, менялись по ходу мероприятия. Я помню, что спрашивала насчёт неравенства призовых денежных сумм для мужчин и для женщин. Единственным ответом, который я получила, было: „Если женщины будут лазить топлес, то мы заплатим им столько же“». Однако Хилл привлекала возможность потягаться с «другой сильной женщиной». Как она говорила, «если бы там не было Катрин Дестивель или Луизы Иовейн … или ещё кого-нибудь, это было бы разочаровывающим». Потому Хилл продолжала участвовать в том соревновании, и в следующем году сумела взять реванш за поражение. Катрин Дестивель оставалась главной соперницей Линн Хилл в конце 1980-х годов, а позже, в начале 1990-х, таковой стала Изабель Патисье.
Я была ребёнком в 1960-е, когда женщины жгли свои лифчики и сотнями тысяч собирались на демонстрации протеста против войны во Вьетнаме. Как скалолазка, я чувствовала себя связанной с подобной нонконформистской культурой, оппозиционной по отношению к прогрессирующим в обществе материализму, загрязнению окружающей среды и коррупции. Наш подход — скалосберегающее, традиционное скалолазание, с минимальной зависимостью от снаряжения — был следствием этой этической точки зрения.
В 1988 году Хилл стала заниматься скалолазанием на профессиональной основе. Последующие интервью, фотосессии и выступления в СМИ сделали её одной из самых известных публичных персон в скалолазании. По словам Хилл, соревнования по скалолазанию — «это не то же самое, что просто выйти и взобраться на скалу … Там вы находитесь на глазах у всех этих людей … и вам там нужно показать себя».
Хилл также отмечала, что спортивное скалолазание развивается и набирает популярность — например, если раньше некоторые организаторы состязаний позволяли себе ради удобства проведения соревнования вырубать деревья и перемещать камни, то теперь преобладает более бережное отношение к окружающей среде; по её прогнозам, в будущем соревнования по скалолазанию будут проводиться только на искусственных скалодромах — по природоохранным соображениям.
В начале 1980-х Хилл оставалась сторонницей традиционного скалолазания, но после поездки в Европу в 1986 году она переосмыслила некоторые моменты в тактике этого спорта. Например, первоначально она считала, что скалолаз ни в каком месте своего маршрута не должен полагаться на верёвку или подвисать на ней для отдыха, что это нечестно. Потом, приобретя опыт особо сложных восхождений (по Вандалам), она решила, что подвисать на верёвке допустимо для визуального осмотра поверхности сложных скал — но не для облегчения прохождения или обхода сложных участков маршрута.
В середине 1980-х годов существовали серьёзные разногласия в скалолазном сообществе между традиционалистами и «спортсменами». В 1986 году состоялись даже «Великие дебаты» в Американском альпийском клубе, в которых участвовали многие известные скалолазы, в том числе Линн Хилл, где горячо обсуждались преимущества и недостатки различных стилей скалолазания, особенно спортивного, требующего установки несъёмных шлямбуров, остающихся в скале. Хилл доказывала, что «цель занятий скалолазанием — в том, чтобы самому приспособиться к скале. Вы работаете над собой, чтобы суметь преодолеть преграды на скале … Я считаю, что скалолазы должны оставлять скалу неизменной, насколько это возможно … вы в ответе не только за то, чтобы безопасно установить шлямбуры, но и за то, чтобы установить их только там, где это действительно необходимо, — чтобы внести наименьшие возможные изменения в скалу, чтобы и другие могли получить от неё максимальное удовольствие».

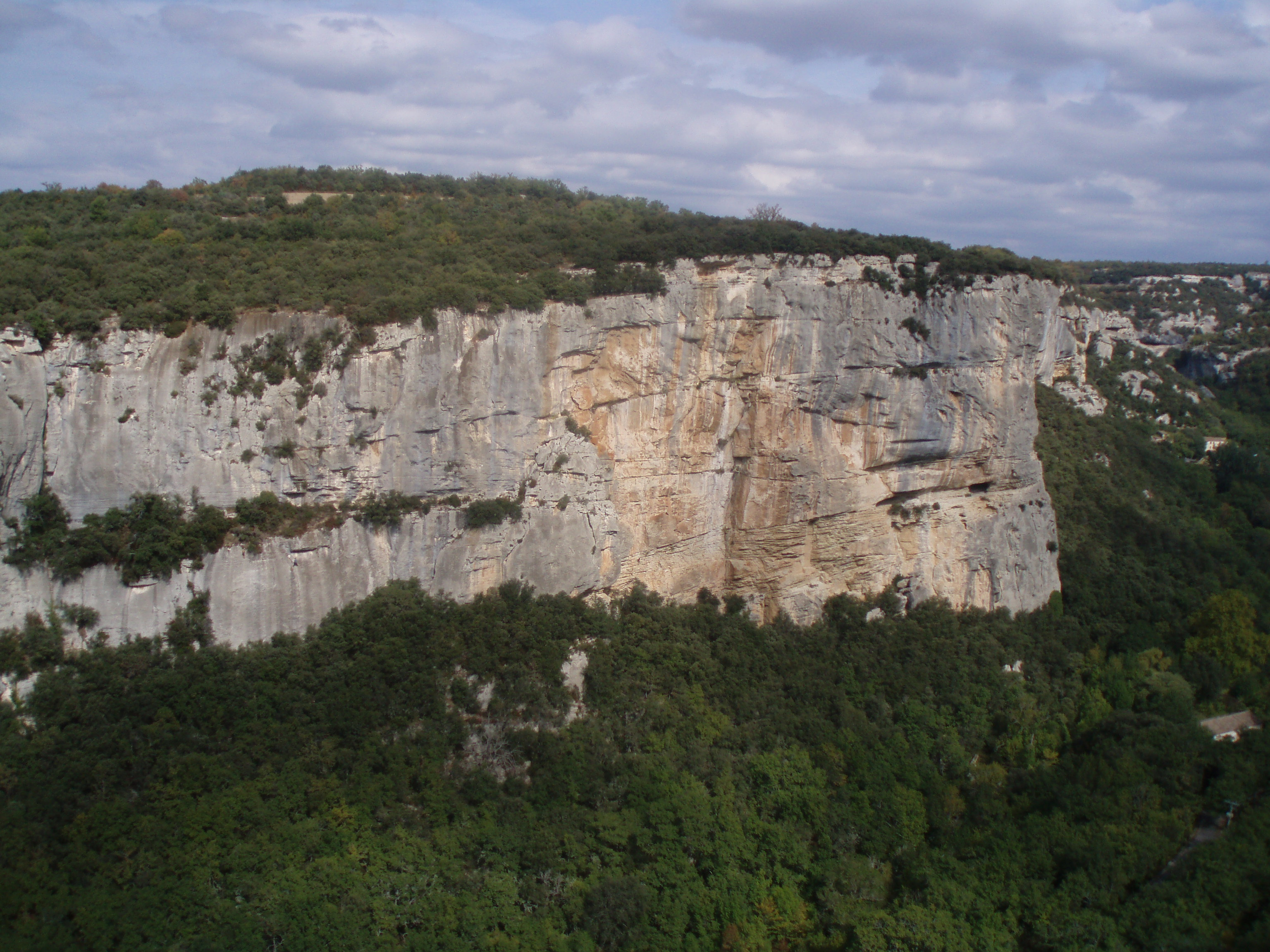
Хилл пережила падение с высоты 25 м, пытаясь пройти эту крутую скалу в Бюу, Альпы Верхнего Прованса, но выжила и вернулась к скалолазанию

С 1986 по 1992 год Линн Хилл была одним из самых успешных скалолазов мира, она стала обладательницей более тридцати международных чемпионских титулов, включая пять побед на состязаниях Rock Master в Арко. В эти годы рекорды в скалолазании среди женщин впервые сравнялись с рекордами среди мужчин.
В 1990 году, на заключительной стадии Финала Кубка Мира (англ. World Cup Final), Хилл стала одним из трёх участников, которым удалось добраться до самого верха стены скалодрома и единственной женщиной среди них, а совершить сложнейшее восхождение по этой трассе удалось вообще только ей одной. Как писал Джозеф Тейлор в своей работе по истории скалолазания в Йосемити, «в тот момент Линн Хилл была, вероятно, лучшим среди всех скалолазов мира обоих полов». Хилл считает эту победу лучшим достижением в своей жизни, потому что её соперница, Изабель Патисье, заранее узнала о том, как проходить последний участок пути, от мужчины, проходившего его раньше, и к тому же Хилл начала это восхождение с нулевым балансом очков, поскольку допустила ошибку на предыдущем соревновании (Мировой Кубок проходит в несколько этапов, на каждом из которых участники зарабатывают очки за технику скалолазания).

Я приложила все силы и была максимально сосредоточенна, чтобы преодолеть этот маршрут. Движения, которые мне пришлось делать, были воистину впечатляющими, но я смогла выполнить их. Я была в таком восторге, взяв вершину … Я показала, на что мы, женщины, способны — большинство лучших мужчин на этом маршруте потерпело неудачу.
Оригинальный текст (англ.)It took all of my effort and concentration to pull through the route. The moves I had to make were really spectacular, but I managed to do them. I was so excited to get to the top ... I proved a point about women and what we're capable of—a lot of the best men had fallen off that route.

Став профессиональным скалолазом, Хилл наконец смогла зарабатывать себе на жизнь своим любимым делом и заниматься только им; в то время она примерно половину своих доходов получала от участия в соревнованиях и половину — от различных спонсоров.
В январе 1990 года Хилл стала первой женщиной, сделавшей рэдпойнт на маршруте «Masse Critique» категории сложности 5.14, проложенном по скале Симай (фр. Cimaï) в коммуне Эвенос, Франция (рэдпойнт в скалолазании — успешное прохождение маршрута после подготовительных занятий свободным лазанием на этом же маршруте). Первопроходец этого маршрута, французский скалолаз Жан-Батист Трибо, не верил, что женщина когда-либо сможет его пройти; однако Линн Хилл сделала это даже с меньшего числа попыток, чем он — после «девяти дней изнурительных усилий». В 1992 году это было признано самым сложным скалолазным восхождением, когда-либо совершённым женщиной.
Несмотря на то, что Хилл проходила самые трудные и опасные скалолазные маршруты, с ней произошёл только один серьёзный несчастный случай. Это случилось 9 мая 1989 года в Бюу, Франция, когда она забыла закрепить страховочную верёвку и после срыва пролетела 25 метров и упала на дерево. От удара она потеряла сознание, получила травму левой руки и перелом ноги, но осталась жива. Хилл была очень расстроена оттого, что пропустила первый Кубок Мира в этом виде спорта, к которому упорно готовилась, поскольку на полное восстановление после таких травм ей требовалось несколько месяцев. Однако всего через шесть недель после этого падения она вернулась к скалолазанию.

### Победы в соревнованиях
Линн Хилл выиграла в следующих соревнованиях по скалолазанию:
- 1986, Grand-Prix d’Escalade, Трубат, Франция[16]
- 1987, Rock Master, Арко, Италия[45]
- 1987, World Indoor Rock Climbing Premier, Гренобль, Франция[9]
- 1988, Rock Master, Арко, Италия[45]
- 1988, International Climbing competition, Марсель, Франция[9]
- 1988, Masters Competition, Париж, Франция[9]
- 1989, Rock Master, Арко, Италия[45]
- 1989, Masters Competition, Париж, Франция[9]
- 1989, German Free Climbing Championships[9]
- 1989, International Climbing competition[9]
- 1989, World Cup, Лион, Франция[9]
- 1990, Rock Master, Арко, Италия[45]
- 1990, World Cup, Лион, Франция[45][50]
- 1990, International Climbing competition[9]
- 1992, Rock Master, Арко, Италия[45]

## Прохождение «Носа»

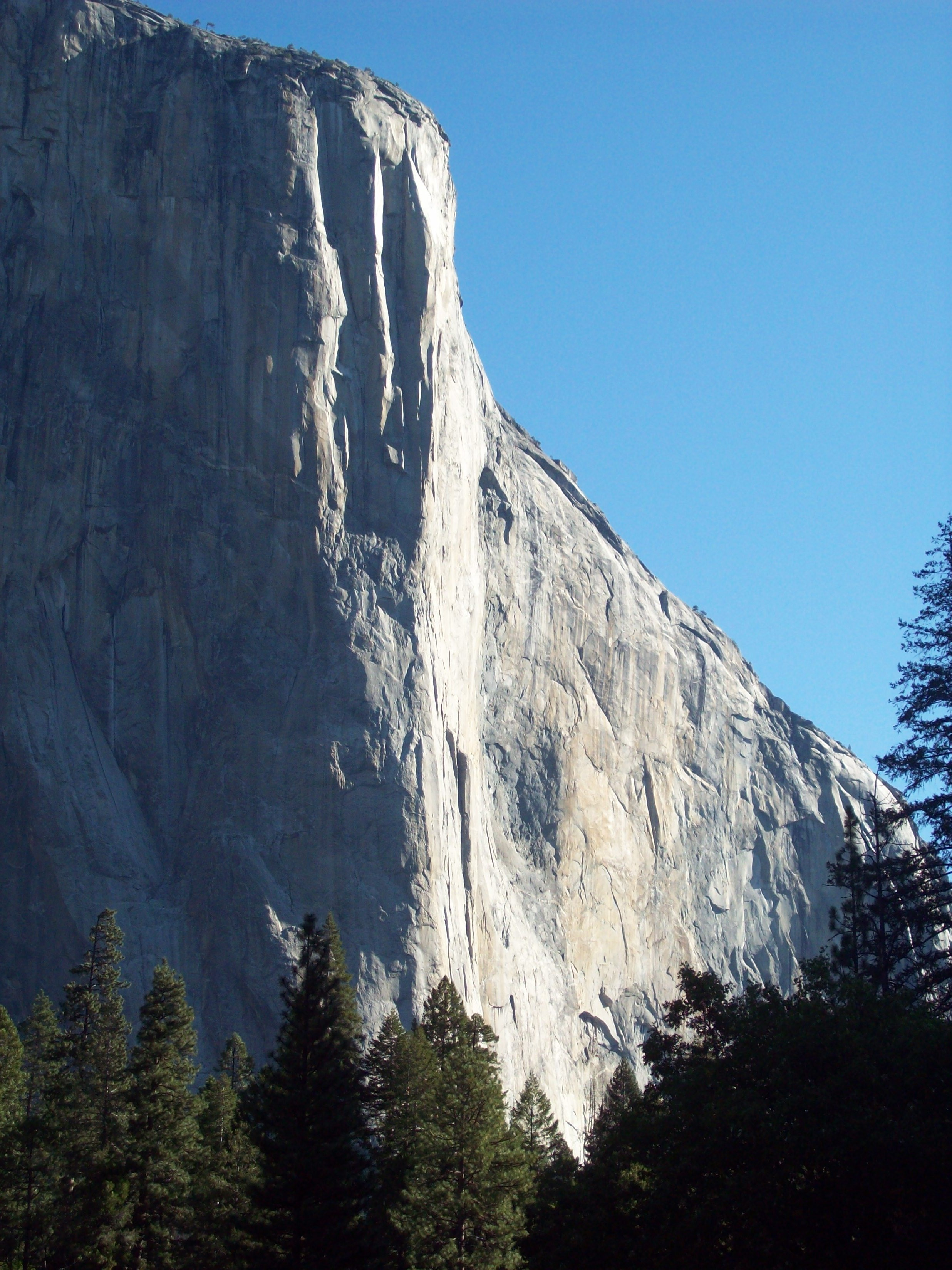
Скальный выступ Нос (The Nose) горы Эль-Капитан с 900-метровым вертикальным подъёмом.

Несмотря на свои достижения в спортивном скалолазании, Хилл не считала его настоящим скалолазанием и чувствовала себя не на своём месте, участвуя в состязаниях профессиональных скалолазов за Кубок Мира, проводимых в помещениях. «Мне не слишком нравилось, — говорила она в одном из интервью, — что приходилось сосредоточиться на тренировках и лазании в помещениях. Я так и не начала тренироваться на искусственных стенах, поскольку это вовсе не то, что мне хотелось бы сделать своей постоянной профессией».. В автобиографии она отметила также, что на соревнованиях «было полно неспортивного поведения, перегибания правил и монументальных эго».
По этим причинам, в 1992 году Хилл вернулась к традиционному скалолазанию и вскоре задалась целью пройти свободным лазанием (используя снаряжение только как страховку от падений) огромный скальный выступ Нос горы Эль-Капитан в Йосемити с практически отвесным подъёмом высотой около 900 метров. Когда её спросили, для чего ей это нужно, Хилл ответила:

Когда моя карьера в спортивном скалолазании подходила к концу, я чувствовала, что оно движется к тому, чтобы проводить состязания в помещениях, что совсем не походило на времена, когда я начинала им заниматься, и уже не выражало полностью ценностей скалолазания; потому я решила сделать такой жест, уходя в отставку. Джон Лонг тогда сказал мне: «эй, Линни, иди и попробуй пройти Нос свободным лазанием». Это стало для меня идеальной целью, и мне нравилось то, что этот маршрут в долине Йосемити — я помнила, как приезжала туда и меня просто ошеломляла её красота. Я даже не могу себе представить более красивого места в мире. Для меня Нос затмил всё остальное; речь была не обо мне и не о моём эго: моя радость была в том, что я хотела сделать это. Я чувствовала, что у меня есть шанс и что если я сумею сделать это, это будет серьёзным заявлением, над которым люди задумаются. Вам не обязательно быть мужчиной, чтобы сделать что-то «из ряда вон выходящее», вроде первовосхождения. Очевидно, что если столько людей, включая многих самых опытных скалолазов, пытались пройти этот маршрут и потерпели неудачу, а потом пришла женщина и в первый раз сумела сделать это, то это действительно что-то значит. Это и стало для меня основной мотивацией.
Оригинальный текст (англ.)At the end of my competition career I felt like things were evolving more towards the indoor format and it really wasn't how I started to climb and it didn't represent the values of climbing in a complete way and so I decided I would do something like this as a retirement gesture. John Long said 'hey Lynnie you should go up and try to free climb The Nose'. So it just happened to be the perfect goal for me and I liked the fact this climb was in Yosemite because I remember going there and just seeing the valley and it was just mind blowing how beautiful it was. I couldn't imagine a more beautiful place anywhere in the world. For me The Nose was much bigger than me, it wasn't about me, it wasn't about my ego, my gratification it was actually something that I wanted to do. I felt like I had a chance and that if I could do that it would be a really big statement to people to think about. You don't have to be a man to do something that's 'out there' as a first ascent. Obviously people tried to do that route and they failed on it and so if a lot of good climbers have come and tried to do it and failed and a woman comes and does it first it's really meaningful. That was my underlying motivation.

Первую попытку штурма Носа Хилл предприняла в 1989 году в паре с Симоном Надином, с которым она познакомилась в том же году на Кубке Мира. Несмотря на то, что он до этого не проходил Big Wall, Хилл чувствовала себя с ним непринуждённо. У обоих был опыт традиционного скалолазания и желание взобраться на Нос свободным лазанием. Но эта первая попытка не увенчалась успехом.

Линн Хилл на Изменчивых Углах

Только четыре года спустя, в 1993 году, Линн Хилл в паре с Бруком Сандалом (англ. Brooke Sandahl) совершила успешное прохождение Носа свободным лазанием; они стали первыми в мире скалолазами, которым удалось это сделать. Хилл оценила сложность этого маршрута в целом как 5.13b по Йосемитской шкале трудности, а сложность ключевого участка («питч 27» Changing Corners) от 5.13b-5.13c до вообще не поддающегося оценке. Поверхность скалы там почти гладкая, зацепиться не за что, и чтобы пройти этот участок пути, Хилл пришлось использовать «тщательно скоординированную последовательность противоположных нажимов ногами, руками, локтями, бёдрами по едва шероховатым граням угла»,, извиваясь, как Гудини. Некоторое время спустя консенсусом была принята ещё более высокая оценка сложности Changing Corners — 5.14a/b. Это позволяет считать первопрохождение, совершённое Сандалом и Хилл, одним из самых впечатляющих событий в истории скалолазания.
С весны 1994 года Линн Хилл стала готовиться к летнему однодневному онсайту в категории сложности 5.13b. Для этого она сначала тренировалась в Провансе на маршрутах этой категории, затем взобралась на скалу Мингус в ущелье Вердон — и на той скале она оказалась первой женщиной, которая прошла сумела это сделать онсайт свободным лазанием, с первой попытки и без единого срыва
В том же году Хилл решила повторить прохождение Носа и снять об этом документальный фильм, «передающий историю и дух скалолазания». В сентябре 1994 года она вместе со съёмочной группой отправилась в Йосемити, но, как следует из её автобиографии, недооценила сложности и не предвидела проблемы, с которыми пришлось столкнуться в ходе съёмки такого фильма об однодневном восхождении. Американский сопродюсер в последний момент отказался участвовать в проекте, и Хилл пришлось самой решать многие технические задачи; оператор и звукооператор побоялись спускаться с вершины по верёвке, и, кроме этого, возникла ещё куча технических проблем вроде севших батареек. Когда, наконец, Хилл начала взбираться на Нос, это также оказалось гораздо труднее, чем она предполагала. День выдался очень жаркий, и после 22 питчей Хилл была бледной и обессиленной, у неё почти не осталось воды.
Но некоторое время спустя она предприняла ещё одну попытку. 19 сентября 1994 года в десять вечера Хилл в паре со Стивом Саттоном (англ. Steve Sutton) начала восхождение без съёмочной группы. За 23 часа им удалось пройти весь маршрут, и это стало рекордом скорости его прохождения.. Для сравнения, первопрохождение этого маршрута, которое Хилл и Сандал совершили в предыдущем году, заняло четыре дня; большинству других скалолазов, также проходивших Нос горы Эль-Капитан, требовалось от четырёх до шести дней на это прохождение. К тому же мало кто ещё проходил весь маршрут свободным лазанием: большинство покорителей Носа использовали не только своё тело и навыки, но и различные технические приспособления, облегчающие восхождение — то есть проходили тот же маршрут с использованием искусственных точек опоры (ИТО).
Джозеф Тейлор про повторное прохождение Носа Хилл и Сандалом написал, что оно ясно показывает изменение культуры скалолазания в Йосемити — от контркультуры 1960-х до «потребительского опыта». То, что предприняла Хилл в сентябре 1994 года, Тейлор называет «спектаклем», который к тому же не удался — а удалось прохождение без съёмочной группы.. В то же время легенда скалолазания Ивон Шуинар назвал это «величайшим достижением, когда-либо показанным на скалах», а Александр Хубер несколько позже написал, что это восхождение «покончило с доминированием мужчин в скалолазании и оставило их в роли догоняющих».
Эти два рекордных достижения Линн Хилл — первопрохождение свободным лазанием Носа горы Эль-Капитан и затем прохождение того же маршрута менее чем за сутки — оставались непревзойдёнными несколько лет. Несмотря на то, что лучшие в мире скалолазы больших стен приезжали на Эль-Капитан, ни одному из них не удавалось даже повторить то, что сделала Хилл. Следующее прохождение Носа свободным лазанием сумел осуществить Скот Бьёрк (англ. Scott Burke) в 1998 году, потратив на подготовку и попытки 261 день. Потом снова несколько лет это не удавалось никому. Лишь 14 октября 2005 года команда Томми Колдуэлла и Бета Роддена прошла Нос свободным лазанием, а через два дня, 16 октября, Колдуэлл сделал это менее чем за 12 часов, побив рекорд Хилл в скорости прохождения.

## Последующие путешествия и предприятия

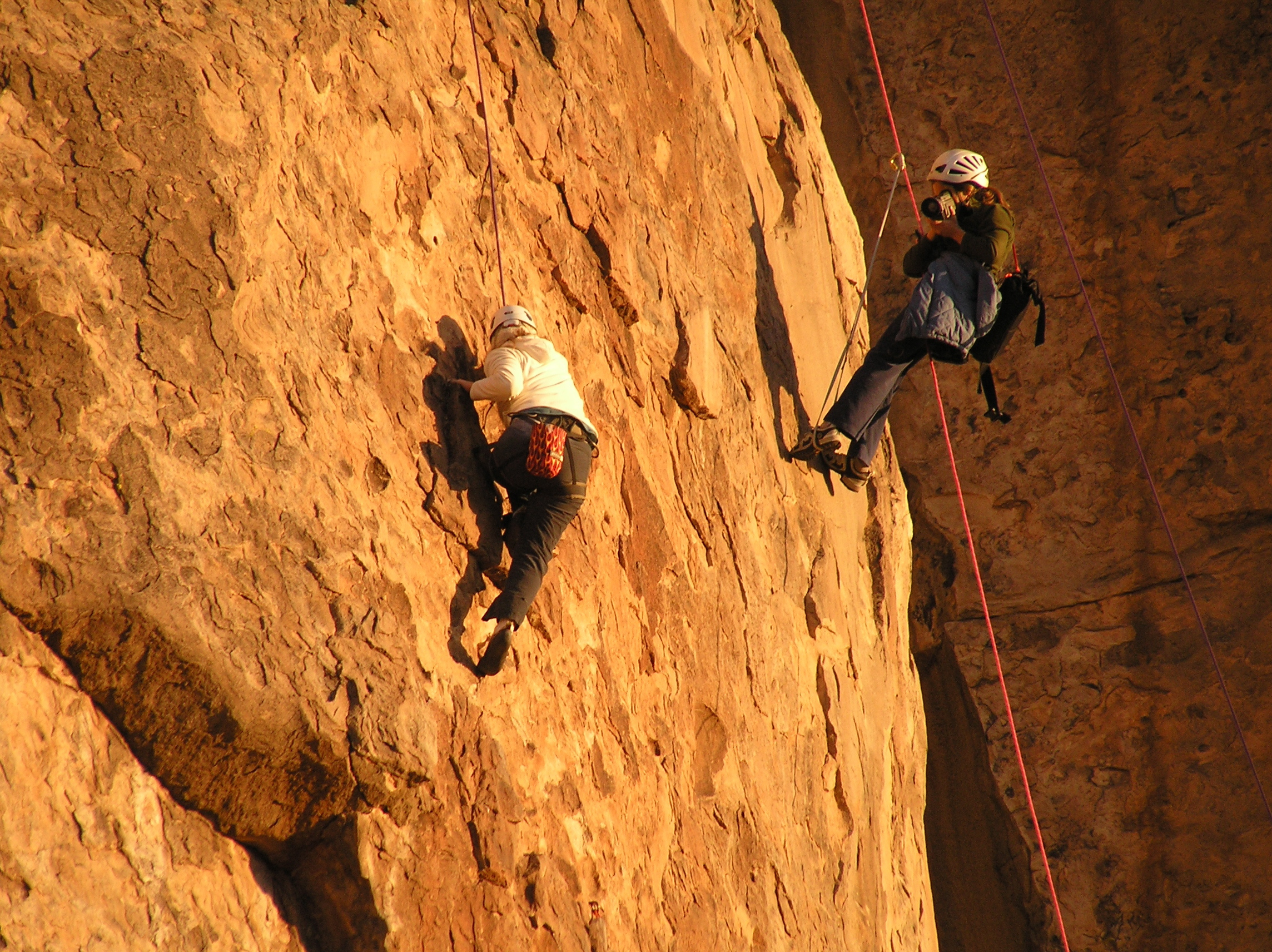
Хилл снимает другую скалолазку на Уэко Танкс

В 1995 году Хилл вступила в горную команду компании The North Face и вместе с ней отправилась в путешествие по скалистым местам в разных частях земного шара. Первым из них оказалась долина реки Каравшин в Кыргызстане. Вместе с Хилл туда отправились скалолазы Алекс Лоу, Китти Калхун, Джей Смит (англ. Jay Smith), Конрад Анкер, Грег Чайлд, Дэн Осман и Крис Нобл (англ. Chris Noble). Они разбили лагерь и прожили в нём месяц без связи с внешним миром — у них не было даже радио. Хилл такое удаление от мира не понравилось: «это изоляция заставляла меня чувствовать себя уязвимой» — напишет она в автобиографии. Не понравилось ей и то, что там пришлось заниматься не столько скалолазанием, сколько альпинизмом, в котором Хилл не имела достаточного опыта, а потому нервничала из-за непредсказуемых изменений погоды в горах, штормовых ветров и опасности схода оползней. Хилл привыкла уделять больше внимания стилю скалолазания, нежели просто достижению вершины скалы или горы. Но там она поняла, что её стремление пройти весь маршрут только свободным лазанием не способствует успешному восхождению на вершину. А команда The North Face ставила своей целью именно восхождения на всё бо́льшие высоты, а ещё сильнее стремилась к тому, чтобы побывать в новых местах, таких как Марокко, Вьетнам, Таиланд, Шотландия, Мадагаскар, Австралия и Южная Америка; об этих горных походах и восхождениях были сняты документальные фильмы, популяризирующие не только эту группу, но и альпинизм и скалолазание в целом.
Позднее Хилл стала организатором новых скалолазных лагерей и восхождений. В 2005 году таких мест в США было пять, и планировалось создать ещё. За 2000 долларов США новичкам предлагалось провести пять дней в «приключенческом лагере с полным погружением» (англ. immersive adventure camp) рядом с Линн Хилл и другими знаменитыми скалолазами.
В 2012 году Хилл жила в Боулдере (штат Колорадо) и продолжала путешествовать по всему миру. В Боулдере она открыла собственное дело — курсы по скалолазанию; также Хилл даёт технические консультации компаниям-производителям скалолазного снаряжения.
В 2013 году Хилл рекламировала спортивную одежду и снаряжение компании «Патагония».

## Награды и премии
- Американский альпийский клуб в 1984 году наградил Линн Хилл Премией имени Роберта Л. М. Андерхилла[англ.] (англ. Underhill Award)[17].

## Личная жизнь
Во время поездки в Нью-Йорк в 1984 году Линн Хилл встретилась с Руссом Раффой (Russ Raffa), который стал «её постоянным компаньоном», а 22 октября 1988 года — её мужем. Однако в марте 1991 года они разошлись, отчасти из-за того, что Хилл хотела детей, а Русс не хотел, а также из-за того, что они часто были в разных поездках по горам и мало времени проводили вместе
В это же время Хилл переехала в коммуну Грамбуа во Франции, чтобы там делать карьеру в скалолазании. Она выбрала это место из-за расположения недалеко от скалолазных мест мирового класса в Любероне. Живя и занимаясь скалолазанием в Европе, Хилл выучила французский и итальянский языки, которым теперь владеет свободно.
Нового постоянного партнёра, Брэда Линча (англ. Brad Lynch), Хилл встретила в 2004 году на скалолазном маршруте в городе Моаб штата Юта. Они поженились, и в возрасте 42 года Линн Хилл родила сына. «Сейчас я чувствую — говорила Линн Хилл — что моя жизнь и карьера ещё не закончены. Я была готова к этой новой роли, готова встретить те вызовы и приключения, которые выпадут мне, как матери. Жертвы, на которые придётся идти в этом качестве — это хороший и поучительный опыт».

## В культуре и СМИ

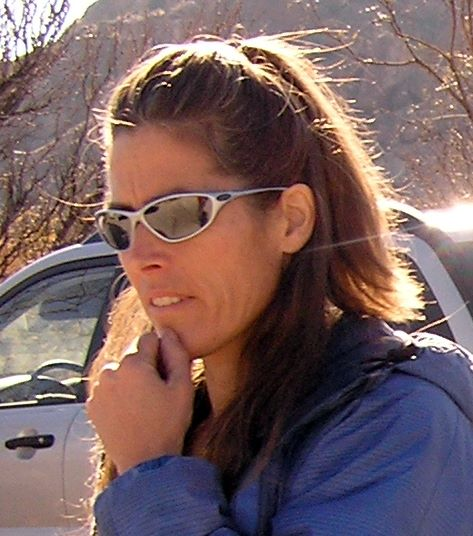
Линн Хилл в 2006 году

Хилл была участницей различных телевизионных программ и реалити-шоу, в том числе «Выживет сильнейший» (или «Естественный отбор») (англ. Survival of the Fittest), в котором она выиграла четыре сезона подряд (с 1980 по 1984 год). В скалолазании с верёвкой и в беге по пересечённой местности она превосходила участников Олимпийских игр.
Первой скалолазкой, бросившей вызов Хилл, стала Беверли Джонсон. В первый год тех соревнований призовая сумма за первое место составляла 15 000 долларов США для мужчин и только 5000 для женщин. Это неравенство очень возмутило Хилл, она отказалась участвовать в таком соревновании и потребовала, чтобы призовая сумма для скалолазок была увеличена хотя бы до 10 000 долларов, потому что женщинам приходится состязаться в четырёх турах, а мужчинам — в шести. Не добившись желаемого, Хилл стала призывать других скалолазок к бойкоту соревнований и подписала договор с продюсером о том, что призовая сумма будет увеличена в следующем году, после чего она даст согласие на участие.
В автобиографии Хилл пишет, что до неё доходили слухи о том, что NBC отменила женскую половину шоу потому, что продюсеры не смогли найти никого, кто бы смог её победить. В начале 1980-х годов Хилл участвовала в телешоу The Guinness Game, That's Incredible! и Ripley's Believe It or Not!. В «That’s Incredible!» она взбиралась на воздушный шар, летящий на высоте 6000 футов (1850 метров); этот трюк она описала как «вероятно, самый нелепый фокус, который я когда-либо проделывала». По-иному Хилл относится к рекламному плакату компании «Патагония», для которого она снялась в 1982 году: Хилл считает, что именно та фотография, запечатлевшая её взбирающейся на скалу, принесла ей известность.
В 1999 году Линн Хилл в паре с Нэнси Фегин (англ. Nancy Feagin) снималась в IMAX-фильме «Экстрим» (англ. Extreme), посвящённом экстремальным видам спорта; съёмки проходили на скалах Индиан-Крик в Юте. Хилл также фигурирует в документальном фильме о спортивном скалолазании в Долине Йосемити «Вертикальный рубеж» (англ. Vertical Frontier).
В 2002 году Линн Хилл в соавторстве с Грегом Чайлдом выпустила автобиографическую книгу «Скалолазание — моя свобода. Моя жизнь в вертикальном мире» в издательстве W. W. Norton & Company. По словам Хилл, соавтор ей очень помог в написании книги: «Он сумел организовать мои записи, убеждал меня работать над определёнными элементами. Он подчёркивал, что важней всего рассказать историю и очень помог мне понять, о чём я хотела рассказать и к какой аудитории я обращаюсь» В интервью Хилл отметила, что писать о событиях прошлого было легче, поскольку у ней было время поразмыслить над ними. Она хотела бы «передать историю и культуру свободного лазания», рассказать о том, как оно стало таким специализированным, каким оно является в наши дни. Также Хилл оказалась одной из первых писательниц-скалолазок; до этого, в 1970-х—1990-х годах, большинство работ по спортивному скалолазанию писались мужчинами и выражали мужской взгляд на него. Другой известный американский скалолаз и писатель Рэйчел де Сильва также подтверждает это, указывая, что в 1980-х годах в шести ведущих американских журналах по скалолазанию выходило в год не более 12 статей, написанных женщинами или о женщинах, несмотря на то, что в те годы женщины составляли уже 40 % среди скалолазов, и только в 1990 году вышла первая книга, посвящённая женскому спортивному скалолазанию.

## Гендерная политика
Хилл не один раз рассказывала о том, как она в 14 лет занималась боулдерингом в Джошуа-Три, где она успешно прошла скалолазный маршрут, а потом увидела мужчину, который сказал, что очень удивлён: как это девушка вдруг сумела сделать то, чего даже он не смог? «Я тогда подумала — говорила Хилл — хорошо, а почему Вы считаете, что безоговорочно можете это сделать? А я не могу только потому, что я — маленькая девочка? Это было запоминающееся событие, потому что я поняла, что другие люди имеют отличное от моего представление о том, что я могу сделать и чего не могу. Я думаю, что люди должны просто делать то, что они могут или хотят делать. И не должно иметь значения, мужчины они или женщины. Чей-либо пол не должен иметь значения».
Хилл, давняя сторонница гендерного равенства в скалолазании, утверждает, что мужчины и женщины могут проходить одни и те же маршруты: «Я считаю, что женщины должны состязаться на тех же подъёмах, что и мужчины, а женщинам, явно не способным пройти определённые маршруты, не стоит на таких маршрутах соревноваться». В качестве примера она приводит соревнования за Кубок Мира, где скалолазы обоих полов проходили одни и те же маршруты. Позже Хилл несколько пересмотрела своё отношение к этому, отметив, что хотя она сама вполне способна потягаться с мужчинами и делала это, в то же время «зрители хотят видеть, как люди добираются до вершины. И, поскольку уровень большинства женщин не такой, как у мужчин, необходимо устраивать немного более лёгкие маршруты для женщин». На вопрос о том, могут ли вообще женщины сравняться с мужчинами в скалолазании или даже превзойти их, Хилл дала подробный ответ, обратив внимание на состав тела, габариты и психологические особенности, объяснив, что в скалолазании «предпочтительнее люди с наибольшим отношением силы к весу», меньшей долей жира в теле и бо́льшим ростом. Такими характеристиками чаще обладают мужчины, но у женщин «преимущество в том, что они могут быть относительно лёгкими, но при этом обладать огромной выносливостью». Она объяснила, что «теоретически кто-нибудь столь же низкорослый, как я, может стать лучшим в мире потому, что сейчас всё меньше зависит от роста… И это больше вопрос психологии, чем физических характеристик».
Хилл подвергалась дискриминации в скалолазании и в интервью с Джоном Стейгером (англ. John Stieger) в журнале Climbing заявила, что, несмотря на все её успехи и её мастерство в скалолазании, это было проблемой для неё. Хилл помнит сексистские ремарки со стороны скалолазов-мужчин, считавших, что некоторые маршруты в принципе непроходимы для женщин, и фактически «женщинам в скалолазании перепадает намного меньшая доля внимания и престижа, независимо от способностей». Неоднократно Хилл сетовала на то, что американская культура подвигает женщину к тому, чтобы быть пассивной и сначала накачивать мускулы, а не совершенствовать навыки, что препятствует их успеху в скалолазании. Самой Хилл в этом плане повезло больше: её родные и друзья вполне позволяли ей быть девчонкой-сорванцом, как ей хотелось. Она также пояснила, что на соревнованиях боролась не против мужчин или женщин, а против людских предубеждений относительно возможностей женщины.
Считается, что Линн Хилл своим примером привела многих женщин в скалолазание. В 1980-е годы наблюдался большой приток женщин в этот вид спорта, отчасти потому, что стало больше широко известных скалолазок, а также оттого, что принятый тогда «Раздел IX» предоставил юношам и девушкам равное право на посещение атлетических занятий в общественных школах.
Джон Лонг говорил о Хилл:

[Она] была необыкновенно одарённой, и все это знали… Двадцать лет назад ещё ни одна женщина не могла даже приблизиться в классе скалолазания к лучшим мужчинам, и когда Линн стала «выколачивать из нас пыль», что она делала безумно часто, люди придумывали всевозможные дурацкие объяснения. Некоторые твердолобые отказывались верить, что женщина ростом всего в пять футов может быть так хороша. В Джоше говорили, что своим успехом Линн обязана кварцевому монцониту, превосходное сцепление на котором на руку ей благодаря её легчайшему весу. В Йосемити ей якобы удавалось добиваться успеха благодаря её миниатюрным ладоням, которые она могла просунуть в тонкие трещины скал. На известняке она могла воткнуть три пальца в «карманы», в которые остальные с трудом помещали два. На пустынном Юго-Западе её помощниками были койоты, а может, и оборотни. Даже после кучи побед на Кубке Мира скалолазный мир не сразу признал её Избранной, и, возможно, её репутация устоялась раз и навсегда только после прохождения Носа.
Оригинальный текст (англ.)was a prodigy and everyone knew as much ... Twenty years ago, no female had ever climbed remotely as well as the best guys, so when Lynn began dusting us off—which she did with maddening frequency—folks offered up all kinds of fatuous explanations. Some diehards refused to believe a woman, and a five-foot article at that, could possibly be so good. Out at Josh, it was said Lynn shone owing to quartz monzonite's superior friction, which catered to her bantam weight. In Yosemite, her success apparently hinged on midget hands, which fit wonderfully into the infernal thin cracks. On limestone, she could plug three fingers into pockets where the rest of us managed two. In the desert Southwest, she enjoyed an alliance with coyotes—or maybe shape-shifters. Even after a heap of World Cup victories, it still took the climbing world an age to accept Lynn as the Chosen One, and perhaps her legacy was never established, once and for all, till she free climbed the Nose.

## Пояснения
1. ↑  англ. had to smile and do cutesy little routines on the floor
2. ↑  англ. My awareness of issues like women's rights and the struggle for racial freedom began to grow
3. ↑  англ. I was awed, but not just by the know-how and hard work she'd put into her ascent. It was the courage and confidence that it took to put herself on the line, to do something on the cutting edge—to climb one of the world's greatest big walls in one of the most challenging ways possible: solo. She had succeeded and she'd given women climbers like me enormous confidence to be ourselves and not feel limited by being a minority in a male-dominated sport.
4. ↑  англ. women had to contend with an army of men trying to maintain Camp 4 as a guy's domain
5. ↑  англ. back then was directed by a fraternity of men, and there was little encouragement of, or frankly, inclination for women to participate. Yet women climbers were out there.
6. ↑  англ. a ragged occupying army, annoying park rangers by eluding camp fees, overstaying their welcome, and comporting themselves like gypsies
7. ↑  англ. these dirt-poor days ... [as] among the best and the most carefree of my life, and though my friends were often scoundrels, I felt their friendship convincingly.
8. ↑  англ. a few death-defying experiences on routes with long run-outs
9. ↑  англ. that's when I knew for certain that this woman had extraordinary talent
10. ↑  англ. one of the boldest leads I've ever seen ... I had tried leading it. I knew you had to totally commit to doing the moves, otherwise the chance of surviving would be minimal. Those are the moments that really stand out—when you see someone totally on the edge.
11. ↑  англ. In one moment I had, to some degree, thrown out years of climbing philosophy ... The subtle advantage of hanging on the rope to figure out the crux moves gave me the added information that helped me learn and eventually succeed on the route. The old style of climbing suddenly seemed rigid, limited, and contrived
12. ↑  англ. perhaps the most difficult first ascent in the north country at the time
13. ↑  англ. the best climber in the Gunks; Ганки (The Gunks) — другое название хребта Шванганк.
14. ↑  англ. no man was climbing significantly better
15. ↑  англ. wildly acrobatic climbs
16. ↑  англ. There were a lot of politics involved, a lot of nationalism and disorganization. The rules seemed to change during the event. I remember asking about the disparity between prize money for men and women. The only response I got was, 'If the women climb without their tops, then we'll pay them the same.'
17. ↑  англ. if there wasn't a Catherine Destivelle or Luisa Iovane ... or whoever there, then it would be anticlimactic.
18. ↑  англ. such a different activity than going out and climbing on rock ... You're in front of all these people ... You're there to perform.
19. ↑  англ. the purpose of climbing is to adapt yourself to the rock. You work on yourself to overcome the obstacle of the rock ... I believe climbers should leave the rock as unaltered as possible ... you have a responsibility not only to put in safe bolts but to put them in logical places—to do the least possible alteration of the rock to establish the best possible experience for others
20. ↑  at that moment Lynn Hill was arguably the best climber in the world, male or female
21. ↑  англ. the thing I didn't like too much towards the end was how focused it was on just indoor climbing and training. I didn't start out training on artificial walls, and that's not really ever something that I wanted to do as a full-time profession
22. ↑  англ. bad sportsmanship, rule bending, and monumental egos that infested the competitions
23. ↑  англ. carefully coordinated sequence of opposite pressures between [her] feet, hands, elbows, and hips against the shallow walls of the corner
24. ↑  англ. the biggest thing that has ever been done on rock
25. ↑  англ. passed men's dominance in climbing and left them behind
26. ↑  англ. I feel that right now, it doesn't have to be all about me and my experiences. I was ready to begin a new role; to face new challenges and adventures as a mother. It's a good learning experience adjusting to the sacrifices that need to be made.
27. ↑  англ. perhaps the most ridiculous stunt I ever did
28. ↑  англ. He would take my writings and organize them, and he encouraged me to elaborate on certain elements. He emphasized that telling the story is what's important, so he really helped me think about what I wanted to say, and figure out who my audience was.
29. ↑  англ. I thought, well, why would you expect that you automatically could do it? Just because I was a small girl, was I not to be able to do it? It was a memorable experience because it occurred to me then that other people had a different view of what I should or shouldn't be capable of doing. I think that people should just do whatever they can do or want to do. It shouldn't be a matter of if they're a man or a woman. It shouldn't be a matter of one's sex.
30. ↑  англ. I think they should have women compete on the same climbs as the men, and if the women can't do the climbs, then they shouldn't be competing
31. ↑  англ. spectators want to see people get to the top. And since most women aren't climbing at the same level as the top men, it's necessary to design a route that's a little easier for women
32. ↑  англ.
33. ↑  англ. theoretically somebody as short as me could be the best in the world because it doesn't depend so much on height now ... And it's a psychological thing more than a physical thing.
34. ↑  англ. there's a lot less importance and prestige placed on women in climbing, no matter what your ability is